# Doutor Antônio

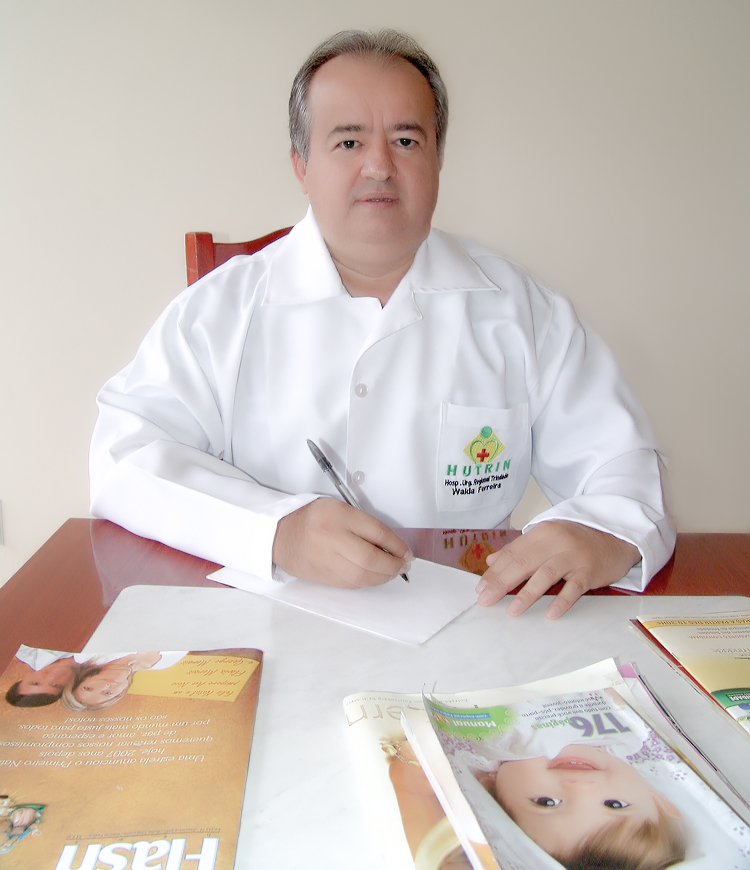
Doutor Antônio Carlos Caetano de Morais

Antônio Carlos Caetano de Morais, também conhecido como Doutor Antônio (Mossâmedes, 4 de junho de 1962) é um médico e político brasileiro filiado ao Democratas (DEM).
Foi vereador de Trindade (GO) e foi eleito deputado estadual por Goiás com 21.155 votos. É também presidente e fundador da Associação Beneficente Pai Eterno, entidade de voluntários na área de saúde.

## Biografia
Viveu uma infância humilde sem muitas regalias e começou a trabalhar desde cedo.
Foi agente administrativo no Incra e no INSS, cursou faculdade de medicina na Universidade Federal de Goiás e se especializou em ginecologia, obstetrícia e cirurgia geral. Realiza nos finais de semana com o apoio de amigos profissionais, mutirões de saúde pelo interior de Goiás.
No ano de 2008, a pedido dos amigos e familiares, lançou-se candidato a vereador no município de Trindade e obteve 1.612 votos, sendo eleito e um dos mais votados da história. Em janeiro de 2009 foi eleito presidente do legislativo trindadense por unanimidade dos votos.
Fundou, no mesmo ano, a Associação Beneficente Pai Eterno no Setor Parque dos Buritis, que faz atendimentos médicos de diversas especialidades para a população e, em 2010, abriu mais uma filial no setor Vera Cruz II.
No ano de 2010 foi candidato a deputado estadual pelo Partido da Social Democracia Brasileira (PSDB), obtendo 12 mil votos.
Já no ano de 2012 compôs a chapa com o Partido do Movimento Democrático Brasileiro (PMDB) e foi candidato a vice-prefeito de Trindade, obtendo mais de 18.500 votos, mas não se elegeu.
Em 2013 filiou-se ao Partido Democrático Trabalhista (PDT) a convite do presidente estadual George Morais. Em 2014 disputou a eleição para deputado estadual, obtendo 21.155 votos e sendo eleito em primeiro lugar na coligação.
Antonio Carlos Caetano de Moraes é casado com a professora universitária e doutorada em enfermagem Sandra Rosa. É pai de dois filhos: Thiago, que é também formado em Medicina e hoje e segue os mesmo passos do pai, e Daniel Antonio, com seis anos.
No ano de 2008, a pedido dos amigos e familiares, lançou-se candidato a vereador no município de Trindade e obteve 1.612 votos, sendo eleito e um dos mais votados da história. Em janeiro de 2009 foi eleito presidente do legislativo trindadense por unanimidade dos votos.
Fundou, no ano de 2009, no Setor Parque dos Buritis, a Associação Beneficente Pai Eterno, que faz atendimentos médicos de diversas especialidades para a população e, em 2010, abriu mais uma filial no setor Vera Cruz II.
No ano de 2010 foi candidato a deputado estadual pelo Partido da Social Democracia Brasileira (PSDB), obtendo 12 mil votos.
Já no ano de 2012 compôs a chapa com o Partido do Movimento Democrático Brasileiro (PMDB) e foi candidato a vice-prefeito de Trindade, obtendo mais de 18.500 votos, mas não se elegeu.
Em 2013 filiou-se ao Partido Democrático Trabalhista (PDT) a convite do presidente estadual George Morais. Em 2014 disputou a eleição para deputado estadual, obtendo 21.155 votos e sendo eleito em primeiro lugar na coligação.
Antonio Carlos Caetano de Moraes é casado com a professora universitária e doutorada em enfermagem Sandra Rosa. É pai de dois filhos: Thiago, que é também formado em Medicina e hoje e segue os mesmo passos do pai, e Daniel Antonio, com seis anos.
Recebeu títulos de cidadão honorário de Faina, Guapó, Aragoiânia, Padre Bernardo, Cocalzinho, Bonfinópolis e Abadia de Goiás.

### Cargos ocupados
- Agente administrativo do INAMPS
- Médico da Secretaria Estadual de Saúde de Goiás
- Médico da Secretaria Municipal de Saúde de Trindade e outros municípios